# 越生町
越生町（日语：／ Ogose machi */?）是日本埼玉縣中央的町，人口約1万3千人。關東三大梅林之一的越生梅林位於町內。

## 交通

### 鐵路
東日本旅客鐵道
- 八高線：越生站

東武鐵道
- 越生線：越生站 - 武州唐澤站